# 許舒博
許舒博（1963年7月10日—），中國國民黨籍政治人物，雲林縣臺西鄉蚊港村人，現為中信金台灣人壽董事長、全國商業總會理事長（第11屆）。曾任五屆立法委員及國民黨雲林縣黨部主任委員、中信金台灣人壽副董事長，為雲林許派代表人物，2012年連任失利後擔任中信金下台壽保產物保險股份有限公司（台壽保產險）董事長。

## 近年活動
1997年，八大國際傳播（2001年7月改為八大電視）總裁楊登魁因涉及拉斯維加頻道簽賭案避居海外，許舒博買下八大國際傳播30%股權並出任董事長。1999年，楊登魁重掌八大國際傳播，楊登魁之子楊宗憲掛名八大國際傳播董事長。2002年初，許舒博退出八大電視經營，持有的八大電視22%股權賣給台灣塑膠工業公司。
2008年第7屆立委選舉席次減半並實施單一選區兩票制，許積極投入雲林縣第二選舉區，卻被黨要求禮讓張榮味勢力所支持的張碩文，改安排其擔任雲林縣黨部主委，並排入不分區，雖然當時國民黨大勝獲得20席，排名第21名的許舒博因而五連霸失利；後李紀珠轉任金管會主委，排名22名的陳淑慧因婦女不得低於一半的名額率先遞補。
2009年10月，時任立法委員李嘉進轉任國家安全諮委才得以重返立院。同年投入雲林縣長黨內初選，國民黨再度未經初選要求許舒博禮讓張榮味胞妹前立委張麗善，事後傳出馬英九政府以派其擔任台北101董事長做為補償，但並未成行；後張麗善退選，亦曾有意徵召許舒博參選，最終被許拒絕。
2009年12月8日，許舒博宣佈辭去國民黨雲林縣黨部主委職務，為三合一選舉敗選負責。
2012年，由不分區轉戰雲林縣第二選舉區立委選舉，最終在九個鄉鎮市全數大輸時任民進黨立委劉建國，再度連任失利。
2014年6月16日，台灣人壽董事會決議許舒博接任董事長。
2015年4月，臺北市第四選舉區的立委蔡正元不再競選連任，許舒博表態參與初選，最終排名第五、支持度不足2%，未獲提名。
2016年1月1日，台灣人壽與中國信託人壽完成合併，以台灣人壽為續存公司，許舒博轉任台壽保產險董事長。
2021年1月10日，中華民國全國商業總會舉行理監事改選，許舒博當選新任理事長（第11屆）。

## 選舉紀錄
| 年度 | 選舉屆數               | 選舉區                                 | 所屬政黨   | 得票數    | 得票率 | 當選標記 | 備註 |
| ---- | ---------------------- | -------------------------------------- | ---------- | --------- | ------ | -------- | ---- |
| 1992 | 第二屆立法委員選舉     | 雲林縣立法委員選舉區                   | 中國國民黨 | 47,412    | 13.78% |          |      |
| 1995 | 第三屆立法委員選舉     | 雲林縣立法委員選舉區                   | 中國國民黨 | 67,076    | 19.47% |          |      |
| 1998 | 第四屆立法委員選舉     | 雲林縣立法委員選舉區                   | 中國國民黨 | 45,648    | 12.82% |          |      |
| 2001 | 第五屆立法委員選舉     | 雲林縣立法委員選舉區                   | 中國國民黨 | 31,886    | 9.42%  |          |      |
| 2004 | 第六屆立法委員選舉     | 雲林縣立法委員選舉區                   | 中國國民黨 | 39,233    | 11.21% |          |      |
| 2005 | 第十五屆雲林縣縣長選舉 | 雲林縣                                 | 中國國民黨 | 167,790   | 44.48% |          |      |
| 2008 | 第七屆立法委員選舉     | 全國不分區及僑居國外國民立法委員選舉區 | 中國國民黨 | 5,010,801 | 51.23% |          | 遞補 |
| 2012 | 第八屆立法委員選舉     | 雲林縣第二選舉區                       | 中國國民黨 | 73,832    | 37.10% |          |      |

## 個人生活

### 家族
- 許文志：其父，雲林許派，曾任雲林縣縣長。
- 許舒翔：其兄，現任考試院副院長，曾任考選部政務次長、部長。
- 賴淑娞：其妻，現任雲林縣議會議員。

## 外部連結
- 立法院歷屆委員 （页面存档备份，存于）（第7屆）